# 関貫久仁郎
関貫 久仁郎（かんぬき くにお、1956年〈昭和31年〉9月13日 - ）は、日本の政治家。元兵庫県豊岡市長（1期）、元豊岡市議会議員（3期）。

## 来歴
兵庫県城崎郡日高町（現・豊岡市日高町）生まれ。1980年（昭和55年）3月、立命館大学理工学部卒業。IT関連企業を設立した。
2009年（平成21年）、豊岡市議会議員選挙に立候補し初当選した。途中2018年11月から2020年11月にかけて市議会議長。
2021年（令和3年）3月31日、市議を辞職。同年4月25日に行われた豊岡市長選挙に立候補し、現職の中貝宗治が推進してきた地方創生政策に対し「演劇のまちなんかいらない」、ジェンダーギャップ（男女の格差）解消の取り組みについても「最優先でやることではない」と主張し、結果的に初当選を果たした。5月1日に市長就任。
※当日有権者数：66,243人 最終投票率：62.14%（前回比：pts）
| 候補者名   | 年齢 | 所属党派 | 新旧別 | 得票数   | 得票率 | 推薦・支持             |
| ---------- | ---- | -------- | ------ | -------- | ------ | ---------------------- |
| 関貫久仁郎 | 64   | 無所属   | 新     | 21,256票 | 52.04% |                        |
| 中貝宗治   | 66   | 無所属   | 現     | 19,591票 | 47.96% | （推薦）自民党・公明党 |

市長選後、選挙期間中の公開討論会や個人演説会の場においてフェイクニュースを喧伝したことについて同年6月の市議会と自身のfacebookにおいて謝罪をし訂正をした。
2025年（令和7年）4月27日に行われた市長選挙で再選を目指すも、かつて兵庫県議会自由民主党議員団の政務調査会長を務めた前県議の門間雄司に敗れた。
※当日有権者数：62,528人 最終投票率：57.58%（前回比：4.56pts）
| 候補者名   | 年齢 | 所属党派 | 新旧別 | 得票数   | 得票率 | 推薦・支持 |
| ---------- | ---- | -------- | ------ | -------- | ------ | ---------- |
| 門間雄司   | 53   | 無所属   | 新     | 15,226票 | 42.67% |            |
| 関貫久仁郎 | 68   | 無所属   | 現     | 10,652票 | 29.85% |            |
| 前野文孝   | 57   | 無所属   | 新     | 9,806票  | 27.48% |            |